# Websdanea
Websdanea är ett släkte av svampar. Websdanea ingår i familjen Websdaneaceae, ordningen Ustilaginales, klassen Ustilaginomycetes, divisionen basidiesvampar och riket svampar.
|           | Restiosporium                        |
|           |                                      |
| Websdanea | \| \| Websdanea lyginiae \| \| \| \| |
|           | \| \| Websdanea lyginiae \| \| \| \| |
|           | Websdanea lyginiae                   |
|           |                                      |

|  | Websdanea lyginiae |
|  |                    |